# Aubencheul-aux-Bois

Aubencheul-aux-Bois este o comună în departamentul Aisne din nordul Franței. În 1 ianuarie 2022 avea o populație de 243 de locuitori.